# آرثر بوريت
الكولونيل آرثر إسبي بوريت (بالإنجليزية: Arthur Espie Porritt)‏، أو البارون بوريت (بالإنجليزية: Baron Porritt)‏ ـ (10 أغسطس 1900 ـ 1 يناير 1994) هو طبيب وجراح عسكري وسياسي ورياضي نيوزيلندي. فاز بالميدالية البرونزية في منافسات العدو 100 متر في دورة الألعاب الأولمبية الصيفية سنة 1924 بباريس، وتولى منصب الحاكم العام لنيوزيلندا بين عامي 1967 و1972، وكان الحادي عشر في ترتيب من شغلوا هذا المنصب.
في سنة 1926 حصل بوريت على وظيفة طبيب مقيم بمستشفى سانت ماري في لندن، وفي العام ذاته عُين جرّاحًا خاصًا لأمير ويلز، الملك إدوراد الثامن فيما بعد.
في 8 مارس 1940 أُلحق بوريت بالفيلق الطبي للجيش الملكي البريطاني برتبة ملازم، فخدم في فرنسا حتى أُجليت قوات الحلفاء من دونكيرك، ثم خدم في مصر، حيث شارك في علاج الجنود المصابين في حملة شمال أفريقيا، ثم اشترك لاحقًا في عملية الإنزال في نورماندي.
بحلول فبراير 1943، كان بوريت قد حمل رتبة ميجور (رائد)، ثم رقي إلى رتبة مقدم مؤقتة، ثم إلى رتبة عقيد عامل في وقت لاحق من العام ذاته. وفي 18 ديسمبر 1943، عُين جراحًا استشاريًا برتبة بريجادير (عميد)، وفي 1 سبتمبر 1945 تخلى عن هذه الوظيفة وعن رتبة العميد، وعاد إلى رتبة المقدم، وهي رتبته الفعلية في ذلك الحين.
وفي سبتمبر 1956، أنهى بوريت خدمته العسكرية حاملًا رتبة عقيد شرفية.
في سنة 1960، جمع بوريت بين رئاستي الرابطة الطبية البريطانية وكلية الجراحين الملكية بإنجلترا، ليكون أول من جمع بين المنصبين في الوقت ذاته، وقد ظل بوريت رئيسًا لكلية الجراحين الملكية حتى سنة 1963.

## روابط خارجية
- آرثر بوريت على موقع اللجنة الأولمبية الدولية (الإنجليزية)
- آرثر بوريت على موقع أوليمبيديا (الإنجليزية)
- آرثر بوريت على موقع اللجنة الأولمبية النيوزيلندية (الإنجليزية)
- آرثر بوريت على موقع قاعة نيوزيلندا للمشاهير الرياضية (الإنجليزية)